# DSM (azienda)
DSM (nome completo Koninklijke DSM N.V., o Royal DSM N.V.) è una multinazionale olandese con sedi in tutto il mondo e attiva nei settori scienza della vita e scienza dei materiali. Opera in svariati settori: prodotti ed integratori alimentari, igiene personale, alimentazione, prodotti farmaceutici, dispositivi medicali, industria automobilistica, vernici, elettricità ed elettronica, tutela della vita, energie alternative e materiali a base biologica.
La società è quotata da NYSE Euronext alla Borsa di Amsterdam ed è tra le prime 30 multinazionali chimiche nel mondo per fatturato.
Dal 2021 è main sponsor dell'omonima squadra ciclistica, affiliata all'UCI World Tour.

## Storia
DSM è stata fondata nel 1902 come società statale per l'estrazione del carbone. Nel corso degli anni si è diversificata nei fertilizzanti e in altri prodotti chimici, soprattutto tra il 1965 (quando fu presa la decisione di dismettere gradualmente l'attività estrattiva) e il 1973 quando fu chiusa l'ultima miniera. Nel 1989 DSM è stata privatizzata e le sue azioni quotate in borsa.
Il nome DSM è l'acronimo della traduzione inglese del nome originale olandese della società, De Nederlandse Staatsmijnen (Miniere olandesi di stato). Nel 1973, dopo la chiusura dell'ultima miniera, la società ha deciso di usare l'acronimo come nome.
Nel maggio 2023 l'azienda si è fusa con Firmenich, la più grande società privata produttrice di fragranze, per formare DSM-Firmenich.